# Dick Turpin (film)
Dick Turpin este un film de aventuri istoric dramatic spaniol din 1974, regizat de Fernando Merino, cu Cihangir Ghaffari, Inés Morales și Sancho Gracia în rolurile principale. Se bazează pe viața legendarului hoț de drumul mare englez Dick Turpin.
Decorurile filmului au fost proiectate de regizorul artistic Adolfo Cofiño.

## Distribuție
- Cihangir Ghaffari⁠(d) - Dick Turpin
- Inés Morales - Isabel
- Sancho Gracia⁠(d) - Richard
- Manuel Zarzo⁠(d) - Brassier
- Rafael Hernández⁠(d) - Peter
- Cris Huerta - Conde de Belfort
- Helga Liné - Anna
- Antonio Mayans - Sean McGregor
- Paloma Cela - María
- Luis Gaspar - Thomas
- Ramón Lillo - Dan
- André Konan - Bud
- Ricardo Palacios - Moscarda
- Isabel Luque - Dama asaltada
- Tito García - Mesonero
- Juan Antonio Soler - Conte de Durham
- Javier de Rivera - Fray Benito
- Cristino Almodóvar - Oficial 1
- Román Ariznavarreta - Oficial 2